# Classe Kitty Hawk
La Classe Kitty Hawk est une classe de porte-avions américains. Elle dérive directement de la Classe Forrestal et comprend quatre bâtiments.

## Principales différences entre la Classe Forrestal et la Classe Kitty Hawk
Les principales différences entre les deux classes étaient une plus grande longueur pour le Kitty Hawk ainsi qu'un placement différent des ascenseurs ; deux sont en avant de l'île, un est à l'arrière de l'île et un autre sur la poupe à bâbord.

## Liste des navires
| classe KittyHawk            |                   |                  |                  |                    |                                |
| nom                         | mise sur cale     | lancement        | mise en service  | retrait du service | statut                         |
| USS Kitty Hawk (CV-63)      | 27 décembre 1956  | 21 mai 1960      | 21 avril 1961    | 31 janvier 2009    | démantelé en 2022              |
| USS Constellation (CV-64)   | 14 septembre 1957 | 8 octobre 1960   | 27 octobre 1961  | 6 août 2003        | démantelé en 2015-2017         |
| USS America (CV-66)         | 9 janvier 1961    | 1er février 1964 | 23 janvier 1965  | 9 août 1996        | sabordé le 14 mai 2005         |
| USS John F. Kennedy (CV-67) | 22 octobre 1964   | 27 mai 1967      | 7 septembre 1968 | 1er août 2007      | envoyé pour démolition en 2025 |

L'USS John F. Kennedy (CV-67) a subi tellement de modifications, entre sa construction et son lancement, qu'il est considéré comme étant une classe à lui seul. Il est par ailleurs plus court de 5,20 m que ces prédécesseurs.